# Університетська вулиця (Одеса)
Університетська вулиця — вулиця в історичному центрі Одеси, від Преображенської вулиці до Кінної вулиці.

## Історія
На картах міста з 1819 р. З 1828 р. вулиця отримала назву Єлісаветинська в честь російської імператриці Єлизавети Олексіївни. За іншою версією вона була названа на честь княгині Єлізавети Ксаверівни Воронцової, яка була організатором у місті Жіночого благодійного товариства, ряду притулків, будинків для дітей-сиріт, богоділень. Однак, ця версія є хибною, оскільки на момент життя та діяльності Воронцової (померла в 1880 р.) вулиця вже носила назву Єлісаветинська.
З 1921 р. до 9 листопада 2005 р. вулиця називалась вулиця Щепкіна., далі була перейменована на Єлісаветинську вулицю. В рамках деколонізації у 2023 році було перейменовано на Університетську вулицю.

## Історичні пам'ятки

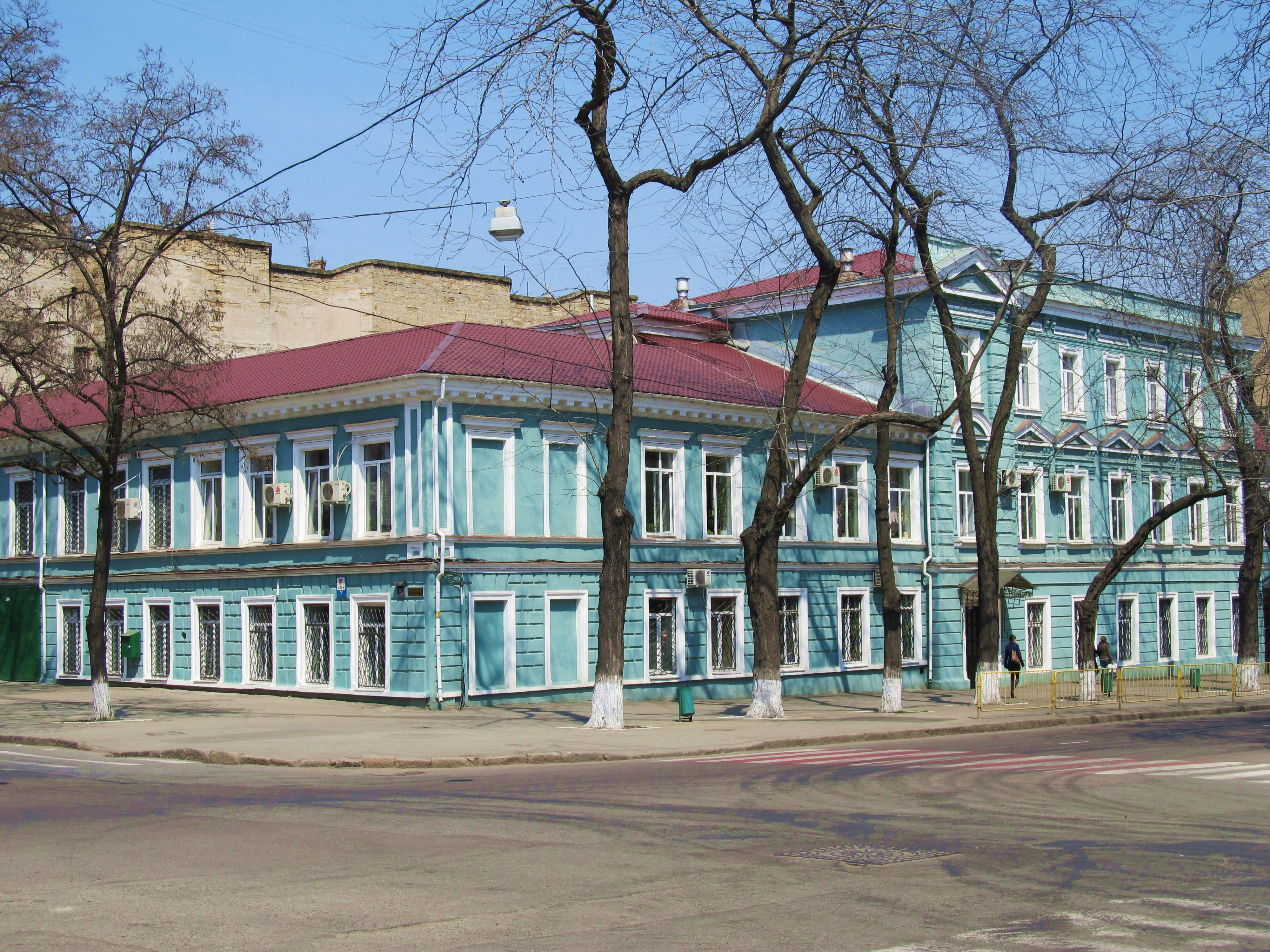
Рішельєвський ліцей

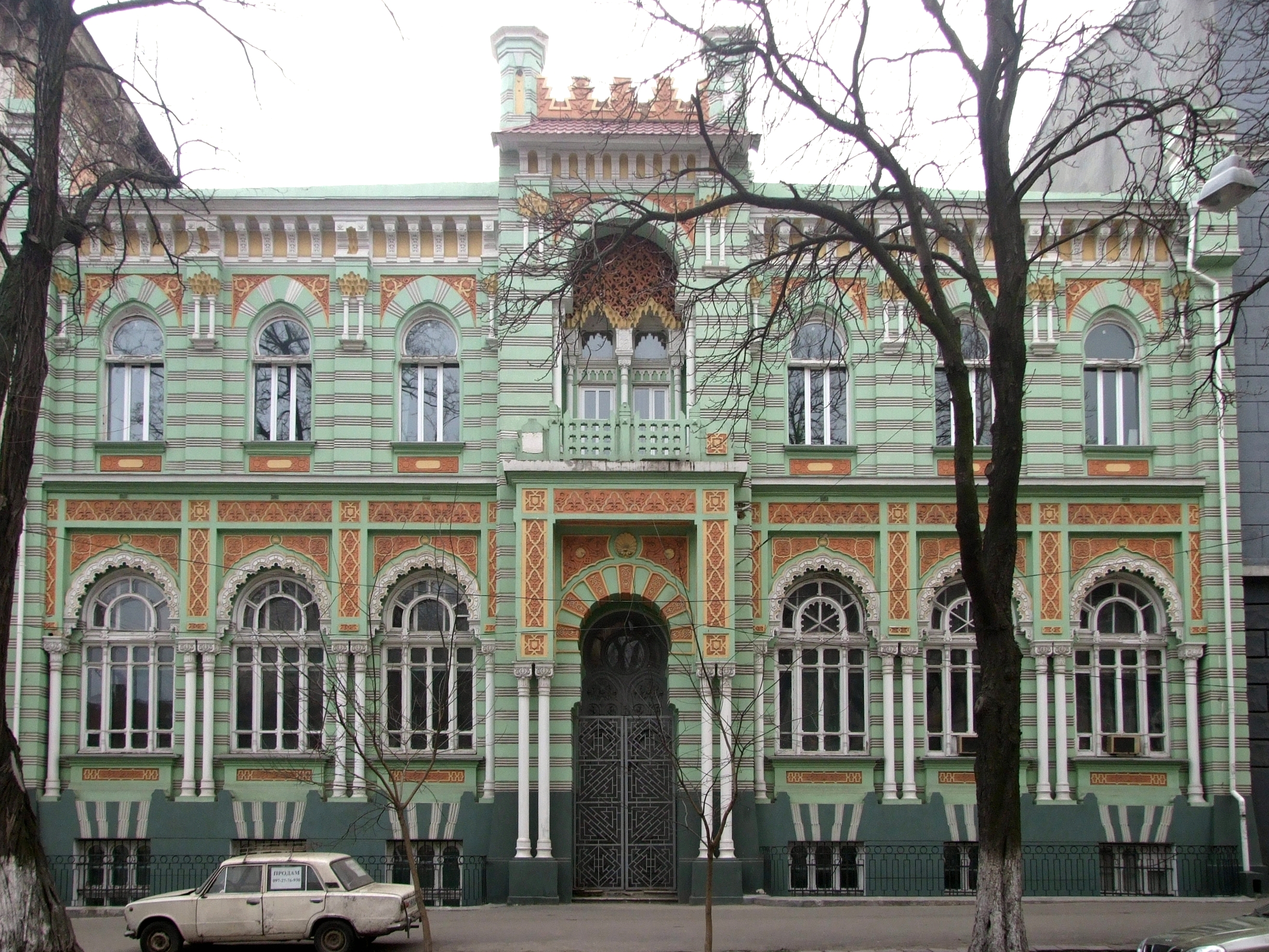
Колишня водолікарня Шорштейна

б. 1 — Дом І. Вучини, в якому в 1891—1911 рр. мешкав видатний архітектор Б. М. Йофан

б. 3 — Прибутковий будинок Е. Великанової

б. 5 — Рішельєвський ліцей

б. 10 — Маєток і флігель С. Ф. Реммих з прибутковими квартирами

б. 16 — Колишня водолікарня Шорштейна, в 1918 — кафе «ХЛАМ»

б. 17 — Прибутковий будинок А. Е. Гаєвського

б. 19 — Житловий будинок (В квартирі № 1 в цьому домі до 1925 р. жила муза Олександра Блока — «Перше кохання» поета Ксенія Островська)

## Відомі мешканці
- б. 1 — архітектор Борис Іофан (1891—1911)
- У флігелі б. 21 жив Адам Міцкевич, який викладав у Рішельєвському ліцеї[9]